# Leptoglossis schwenckiodes
Leptoglossis schwenckiodes är en potatisväxtart som beskrevs av George Bentham. Leptoglossis schwenckiodes ingår i släktet Leptoglossis och familjen potatisväxter. Inga underarter finns listade i Catalogue of Life.